# Alastair Cameron
Alastair Graham Walter Cameron (21. června 1925, Winnipeg, Manitoba, Kanada – 3. října 2005, Tucson, Arizona, USA) byl kanadský astrofyzik.
K jeho nejznámější práci patří teorie nukleosyntézy, zejména vznik nestabilního technecia v jádru červených obrů a zánik původní atmosféry Země. Svou činností významně ovlivnil americký planetární výzkum.
Alastair Cameron se narodil v roce 1925 v kanadském městě Winnipeg. Po studiu v Manitobě a Saskatchewanu emigroval v roce 1959 do USA, kde působil v Kalifornském technologickém institutu, Goddard Institute for Space Studies a Yeshiva University. V roce 1973 se stal profesorem astronomie na Harvardu a zůstal zde 26 let. Mimoto byl v období 1976 až 1982 předsedou Space Science Board v Národní akademii věd USA.

## Ocenění
- 1970 – Cena Roberta Methvena Petrieho udělovaná Kanadskou astronomickou společností
- 1983 – NASA Distinguished Public Service Medal
- 1988 – J. Lawrence Smith Medal
- 1989 – Harry H. Hess Medal
- 1994 – Leonard Medal
- 1997 – Henry Norris Russell Lectureship
- 2006 – Cena Hanse Albrechta Betheho